# دائرة تادرت
دائرة تادرت هي إحدى دوائر إقليم جرسيف، التابع لجهة الشرق، المملكة المغربية. تضم الدائرة 4 جماعات قروية، وبلغ عدد سكانها 43024 فرداً سنة 2004 حسب الإحصاء الرسمي للسكان والسكنى. يتبع للدائرة 21 مشيخة و110 دوار.

## التقسيمات الإداريّة
تعتبر دائرة تادرت إحدى الدوائر المشكّلة لإقليم جرسيف، وهو التقسيم الإداري من المستوى الرابع المعتمد في المغرب. ينقسم إقليم جرسيف إلى 9 جماعات قروية تختلف من حيث السكان والمساحة، والتي بدورها تنقسم إلى مشيخات تضم عدداً من الدواوير.